# عباس كاشف الغطاء
عبّاس بن الحسن بن جعفر المالكي النجفي (1837 - 17 سبتمبر 1905) (1253 - 18 رجب 1323) فقيه جعفري وشاعر وكاتب ديني عثماني عراقي من أهل القرن التاسع عشر الميلادي/ الثالث عشر الهجري. ولد في النجف وهو ينتمي إلى عائلة آل كاشف الغطاء النجفية العريقة فهو حفيد جعفر كاشف الغطاء. أخذ عن علماء عصره، منهم: إبراهيم قفطان، ومهدي كاشف الغطاء، ومرتضى الأنصاري، ومحمد حسن الشيرازي. كان شاعراً أديباً، وله عدّة منظومات وأراجيز ومؤلفات عدة. توفي عن عمر ناهز 68 عامًا في مسقط رأسه. 

## سيرته
هو عباس بن الحسن بن جعفر بن خضر المالكي النجفي. ولد سنة 1253 هـ/ 1837 م في النجف ونشأ بها. أخذ عن علماء عصره، منهم: محمد حسين الأعسم، وإبراهيم قفطان، ومهدي كاشف الغطاء، ومرتضى الأنصاري، ومحمد حسن الشيرازي حتى أ‌صبح من الفقهاء الأصوليين. كما كان شاعرًا وناثرًا له عدة مراسلات نثرية مع أعلام عصره. اشتغل بالتدريس والتأليف والبحث، وعادت إليه الزعامة العائلية بعد وفاة ابن عمه عباس بن علي سنة 1315 هـ/ 1897 م. من تلامذته نجله مرتضى، وسلمان الخفاجي، ونجم الحسن الهندي، ومحمد حرز الدين، وهادي كاشف الغطاء. 

توفي يوم 18 رجب 1323/ 17 سبتمبر 1905 في مسقط رأسه ودُفِن بمقبرة عائلته. 

## آثاره
له مؤلفات كثيرة، ورسالات وشروح:من رسالاته:
- «رسالة في التعادل والتراجيح»
- «رسالة في مباحث الألفاظ»
- «رسالة في رد الآلوسي»
- «شرح الروضة البهية»
- «شرح نجاة العباد»
- «منظومة في الصوم والخمس والحج»
- «منظومة في نظم متن الآجرومية»
- «الورود الجعفرية في حاشية الرياض الطباطبائية»
- «منهل الغمام في شرح شرائع الإسلام»
- «دلائل الإمامة»
- «الدر النضيد في التقليد»
- «ديوان شعر»
- «الفوائد العباسية في فوائد فقهية وأصولية»
- «نبذة الغري في أحوال الحسن الجعفري»
- «كشف الالتباس»